# Звездно градче
Звездното градче (на руски: Звёздный городок), наричано Звезден град (по английския превод), по-рано Закрито военно градче № 1, град Шчолково-14, селище Звездни (закрытый военный городок № 1, город Щёлково-14, посёлок Звёздный), е селище от градски тип (работническо селище) в Московска област, Русия, наукоград, ЗАТО (със статут на градски окръг) от 2009 г.

## География
Разположен е край гр. Шчолково, на 25 km североизточно от Москва. Населението му е 6245 жители (2012), а площта – 3,1 km².
Намира се в часова зона UTC+4. Телефонният му код е +7 498 950, а пощенският – 141160. МПС кодовете му са 50, 90, 150, 190.

## ЦУП „Гагарин“
Известно е като мястото, където се намира Центърът за подготовка на космонавти „Ю. А. Гагарин“ – главното съветско и руско учреждение за подготовка на космонавти.
Нееднократно са излъчвани на живо телевизионни репортажи от Звездното градче, обаче неговото местоположение започва да се споменава в открити източници едва в началото на 1990-те години.